# Silvio De Florentiis
Silvio De Florentiis (* 9. Januar 1935 in Genua; † 15. Juni 2021 ebenda) war ein italienischer Marathonläufer.

## Biografie
Silvio De Florentiis gewann 1958 den Giro al Sas. Im Alter von 25 Jahren belegte er im Marathonlauf der Olympischen Sommerspiele 1960 in Rom den 38. Platz.
Zwischen 1960 und 1965 bestritt er sieben Länderkämpfe für Italien. 1958, 1959, 1960 sowie 1963 wurde er italienischer Meister im Marathonlauf. 1965 beendete er seine Karriere im Alter von 30 Jahren.
Sein Vater Umberto De Florentiis war ebenfalls Leichtathlet und konnte in den 1930er Jahren mehrere italienische Meistertitel gewinnen und nahm bei den Europameisterschaften 1938 in Prag teil.